# Atractus multicinctus
Atractus multicinctus – gatunek węża z rodziny połozowatych (Colubridae), występujący w północno-zachodniej Ameryce Południowej.

## Systematyka
Gatunek ten zilustrował w 1865 roku Giorgio Jan w 10. tomie Iconographie générale des ophidiens. Autor nadał wężowi nazwę Rhabdosoma badium var. multicinctum, uznając go za odmianę Rhabdosoma badium (obecnie Atractus badius); jako miejsce typowe błędnie wskazał Limę. Holotyp był przechowywany w Muzeum Historii Naturalnej w Mediolanie, ale uległ zniszczeniu podczas II wojny światowej. W 1898 roku George Albert Boulenger uznał ten takson za osobny gatunek i jako pierwszy użył nazwy Atractus multicinctus.

## Występowanie
Gatunek ten występuje na wybrzeżu Pacyfiku od Quibdo w departamencie Chocó w środkowo-zachodniej Kolumbii do Paramba w prowincji Los Ríos w północno-zachodnim Ekwadorze. Jego habitatem jest wilgotny las równikowy w przedziale wysokości od poziomu morza do 770 m n.p.m.

## Morfologia
Jest to średniej wielkości wąż. Wymiary:
|                        | Samiec  | Samica  |
| ---------------------- | ------- | ------- |
| Długość całkowita (mm) | 300     | 354     |
| Długość SVL (mm)       | 249     | 312     |
| Łuski brzuszne         | 168–183 | 177–184 |

Góra głowy z czarną plamą. Grzbietowa barwa ciała beżowa lub czerwonawo-jasnobrązowa, z około 30 czarnymi pasami (o długości trzech łusek) naprzemiennymi po bokach ciała, brzuch w kolorze kremowym, spodnia część ogona z niewielkimi czarnymi plamkami skupionymi w środkowej części.

## Status
W Czerwonej księdze gatunków zagrożonych IUCN Atractus multicinctus jest klasyfikowany jako gatunek najmniejszej troski (LC, ang. Least Concern). Liczebność populacji ani jej trend nie zostały oszacowane, gatunek ten jest jednak opisywany jako rzadki.